# Vi cyklar runt i världen
Vi cyklar runt i världen är en sång först utgiven i barnskivan Kåldolmar & kalsipper av Nationalteatern 1976. Sången är skriven av Ulf Dageby. Refrängen i sången består av kazoo-spel. Den ingick även i Barnens svenska sångbok utgiven 1999.
Andra artister har sedermera gjort egna varianter av sången, inklusive på följande album:
- Djungelmums med Trazan & Banarne (1979)[2]
- Sjung och var glad med Black-Ingvars (1997)[3]